# Valk (boot)
De valk is een middelgrote open zeilboot, een tweemans wedstrijdklasse gebouwd van hechthout in knikspant met vaste kiel. Een latere uitvoering in polyester is populair voor recreatie en zeillessen. Ze worden vaak polyvalken genoemd.

## Eigenschappen
De boot is sloepgetuigd met gaffeltuig en voert een grootzeil van 12 m². Wedstrijduitvoeringen, van hout, hebben een genua van 6,5 m² en een spinaker van 14,5 m², de toer-uitvoeringen hebben meestal alleen een fok van 4 m².
Het roer is meestal aangehangen, al zijn er ook exemplaren met een doorgestoken roer.
Voor recreatief gebruik is de boot groot genoeg om er met vier personen in te toeren en er (met enige inschikkelijkheid) ook in te slapen. Er is weliswaar geen kajuit maar men kan een tent (dektent of dekzeil) over de boot heen spannen, meestal met de giek als nok.
Een voordeel bij het toeren is ook dat de boot weinig buist (er komt meestal niet veel opspattend water in de kuip) en dat de mast eenvoudig te strijken is. Door de geringe diepgang (ongeveer 85 cm) is de boot zeer geschikt voor binnenwater, maar door de lage boeg niet geschikt voor het IJsselmeer of op zee.

## Geschiedenis

### Hout
Het ontwerp van de valk stamt uit 1939 en is van E.G. van de Stadt. De boot werd ontworpen in opdracht van de firma Bruynzeel om de mogelijkheden van hun nieuwe product hechthout (een soort multiplex) te demonstreren. De productie van de eerste 200 boten deed Bruynzeel. De bedoeling was het ontwerp zo snel mogelijk als officiële wedstrijdklasse erkend te krijgen. Dit was in december 1940 het geval. Latere boten zijn gebouwd door verschillende jachtwerven en enkele ervaren zelfbouwers. Ingenieur Jan van Wijngaarden zette hiertoe de originele Bruynzeeltekeningen om naar onafhankelijk te gebruiken tekeningen. Zijn zelfgebouwde Valk, zeilnummer 780, is als eerste naar deze tekeningen gebouwd. In totaal bedraagt het aantal gebouwde en geregistreerde boten in de Valk-wedstrijdklasse 845 exemplaren. Hiervan zijn er anno 2010 nog ongeveer honderd in actieve wedstrijdvorm. In totaal zijn er nog ongeveer driehonderd gebruiksvaardige Valken. 

### Polyester
Vanaf de jaren 1970 worden er ook valken in polyester gebouwd, sindsdien is het een populaire open zeilboot voor particulieren, verhuurbedrijven en zeilscholen. Fabrikanten van de valk (polyvalk) zijn anno 2020 Hoora en Ottenhome in Heeg. De rompen voor Ottenhome worden gemaakt bij Breehorn in Woudsend. De moderne polyvalk is nauwelijks zinkbaar, voorzien van een zelflozende kuip, aluminium rondhouten en een aangehangen of doorgestoken roer. Er zijn ook uitvoeringen met moderne snufjes als een pneumatische maststrijkinstallatie of een ophaalbare kiel.

## Historische afbeeldingen

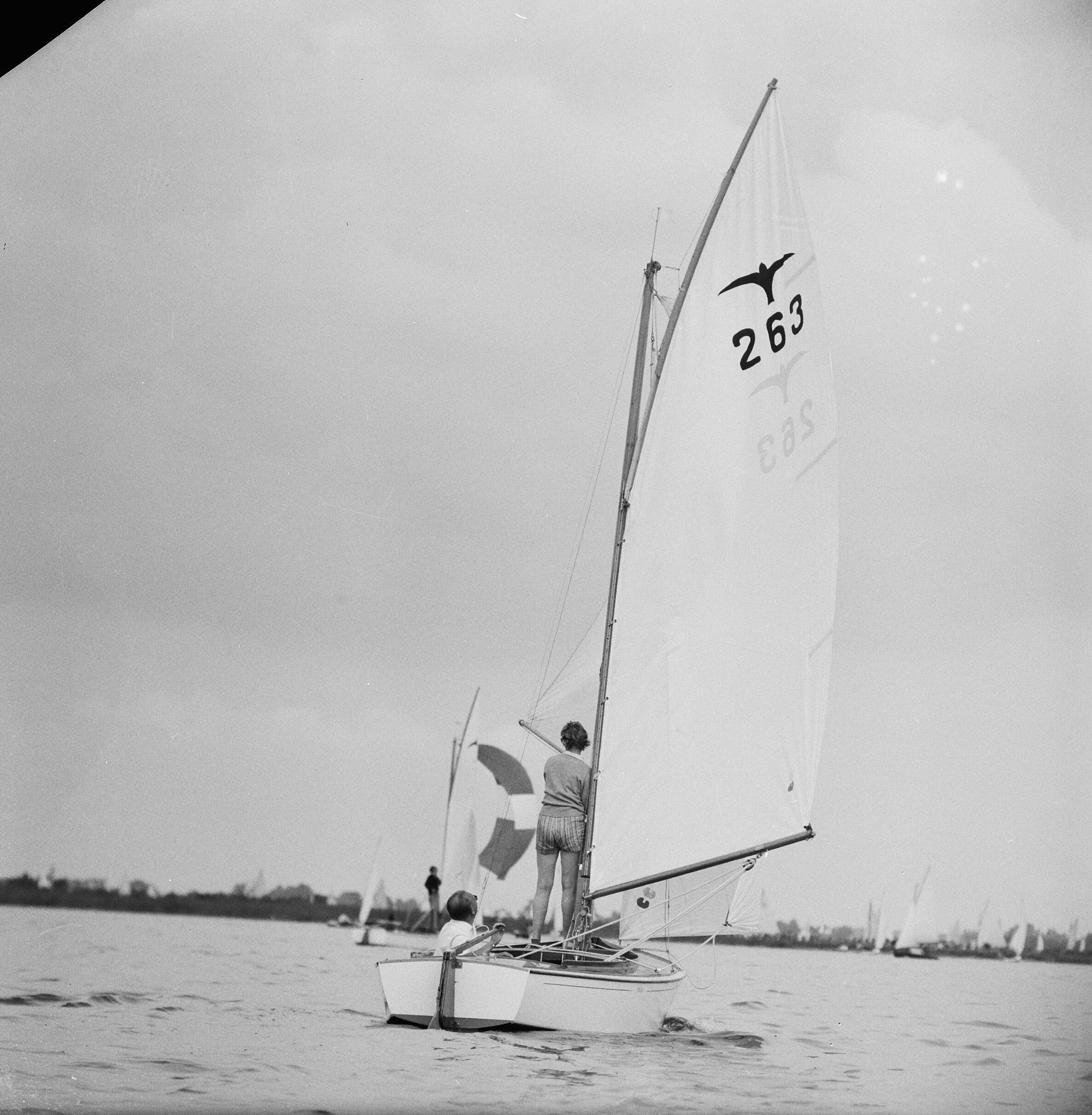
Loosdrecht 1961
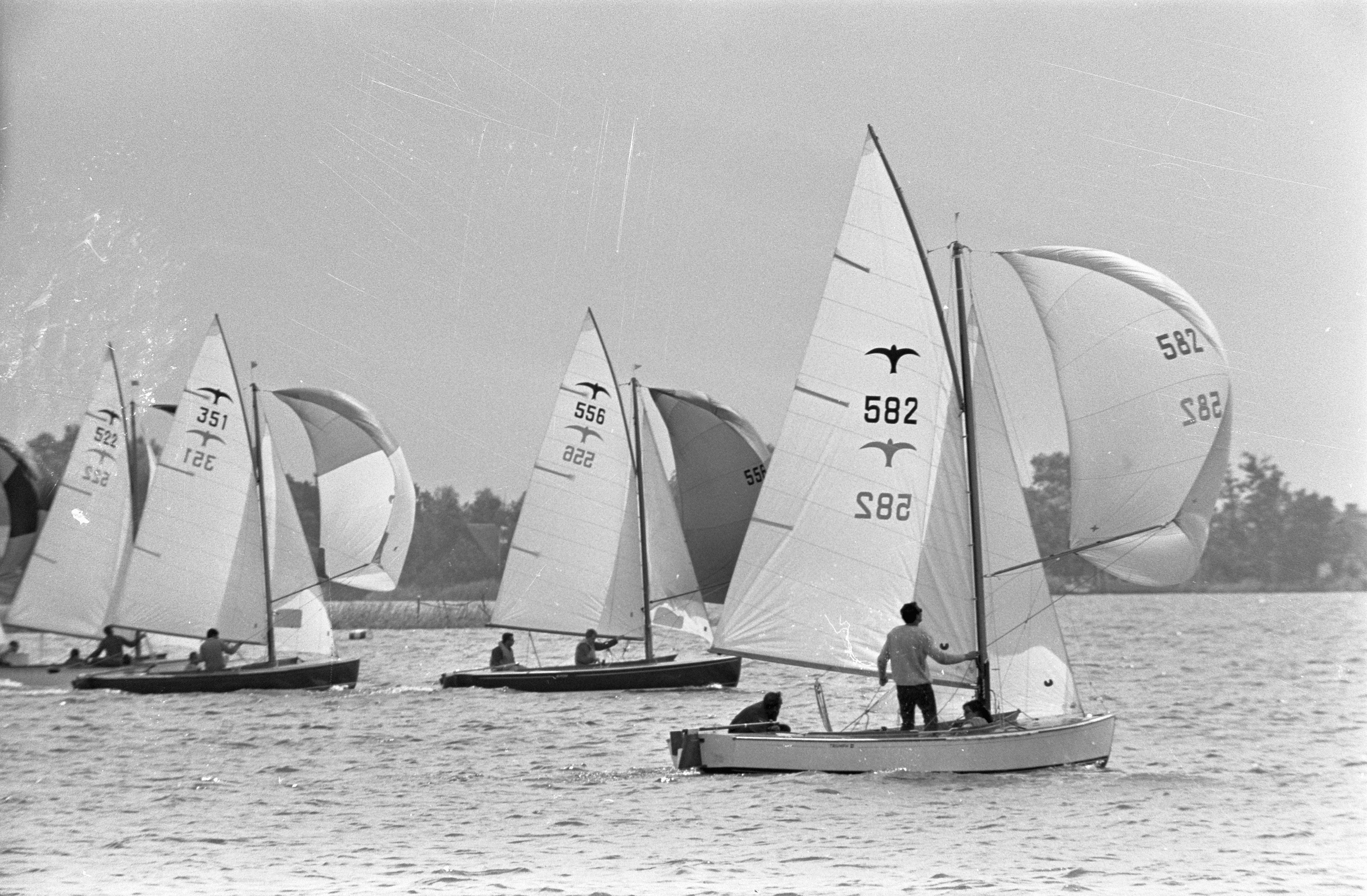
Loosdrecht 1963
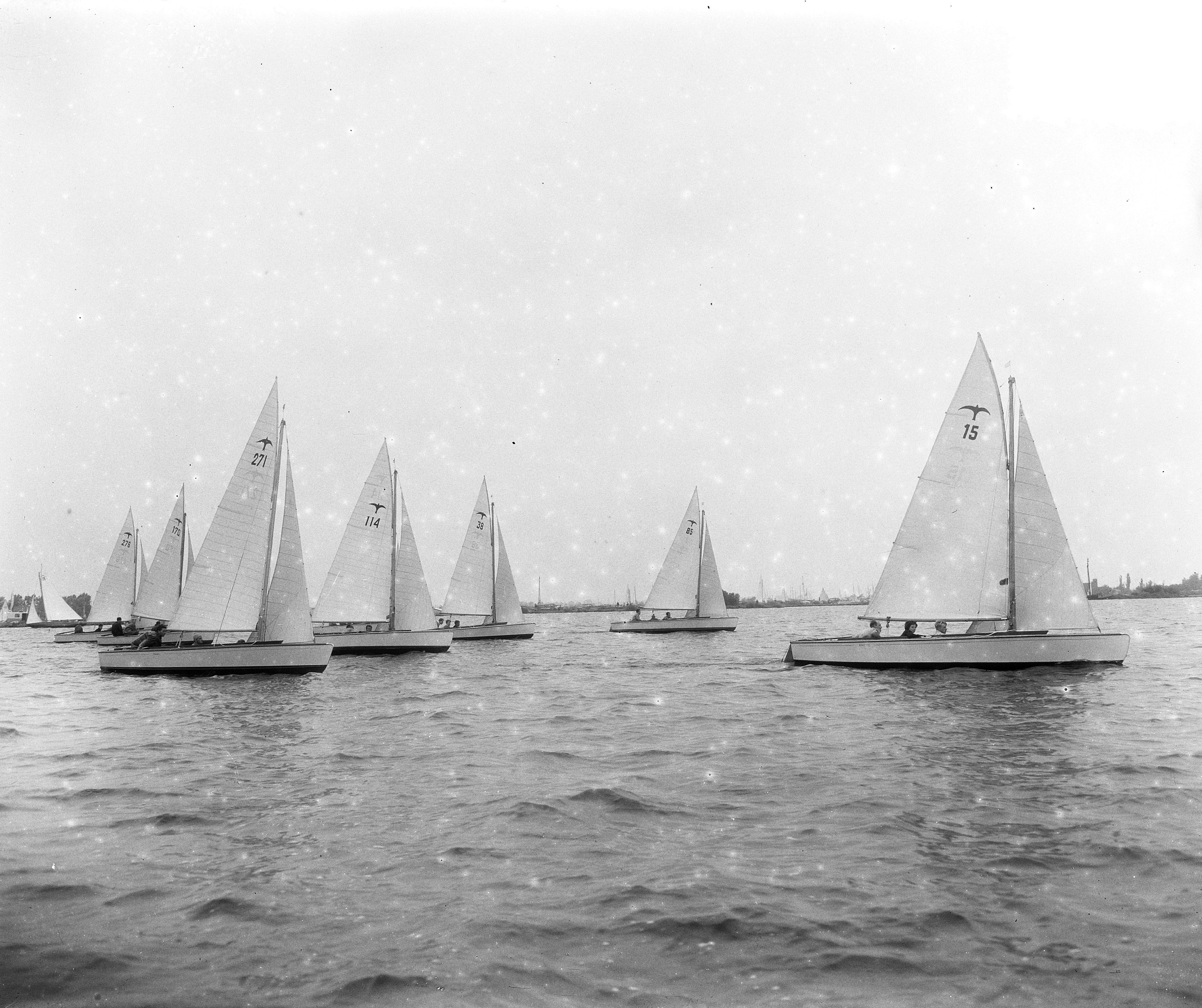
Sneek 1965
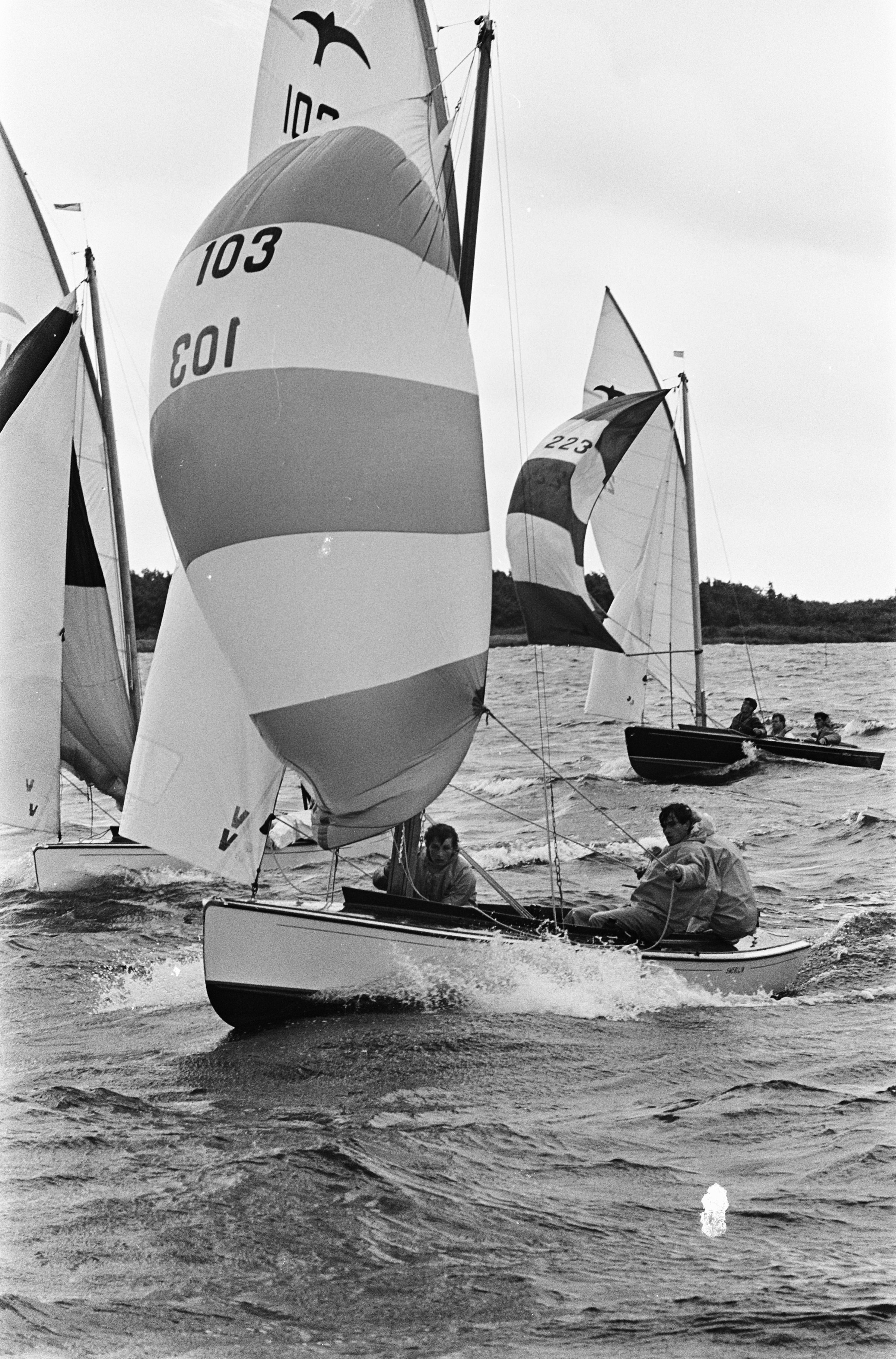
Brasem 1965